# پترو گروزا
پترو گروزا (انگلیسی: Petru Groza; زاده ۷ دسامبر ۱۸۸۴ – درگذشته ۷ ژانویهٔ ۱۹۵۸) سیاست‌مدار اهل رومانی بود. وی از ۱۲ ژوئن ۱۹۵۲ تا هنگام مرگ در ۷ ژانویه ۱۹۵۸ رئیس‌جمهور رومانی بود.
پترو گروزا در ۷ ژانویه ۱۹۵۸، در سن ۷۳ سالگی درگذشت.